# Joe Frazier
Joseph Frazier (Joe Frazier) (12. januar 1944 i Beaufort, South Carolina – 7. november 2011) var en amerikansk professionel bokser. Frazier vandt OL-guld i sværvægt i Tokyo i 1964 og sit første professionelle VM i 1970. I 1971 forsvarede Frazier med en pointsejr i New York sin titel mod Muhammad Ali i den såkaldte Fight of the century. Frazier mistede titlen til George Foreman i 1973. Senere mødte han Ali i to kampe, hvoraf den ene var om VM-titlen i The Thrilla in Manila, men tabte dem begge. Frazier trak sig tilbage i 1976, men forsøgte uden succes et comeback i 1981. Pga. den aggressive stil og et hårdt venstre hook er han blevet sammenlignet med Rocky Marciano. Efter kort tids sygdom døde han 7. november 2011 af leverkræft.